# 아베노하루카스
아베노하루카스(일본어: あべのハルカス, 영어: Abeno Harukas)는 높이 300m의 일본 오사카부 오사카시 아베노구에 있는 마천루로, 아베노바시 터미널 빌딩의 중심이 되는 빌딩이다.

## 개요
2010년에 착공하여 2014년에 개장하였다. 그 이전에 2013년에 부분개장을 하였다.

## 일본 최고층 타이틀
300m 60층의 아베노하루카스는 2027년까지 일본에서 가장 높은 건물이될것이며 이 기록은 높이 390m 63층의 도키와바시 재개발 프로젝트 빌딩(토치타워)에 의해서 깨진다.

## 높이
60층, 300m 높이로서 일본에서 가장 높은 빌딩이며, 구조물 중에는 도쿄 스카이트리, 도쿄 타워 다음으로 3번째다.

## 내부 시설
건물은 크게 킨테츠백화점 아베노바시 터미널 빌딩 킨테츠 본점, 오피스, 미술관, 호텔, 전망대(하루카스300) 등으로 나뉜다.

### 아베노바시 터미널 빌딩
출처: 아베노바시 터미널 빌딩 프로젝트 웹 사이트
- 58층 ~ 60층 : 전망대 "하루카스 300"
- 38층 ~ 55층과 57층 오사카 메리어트 미야코 호텔
- 57층 : 레스토랑
- 38층 ~ 55층 : 객실
- 21층 ~ 36층 : 사무실
- 19층 ~ 20층 오사카 메리어트 미야코 호텔 (로비)
- 17층 ~ 18층 : 사무실
- 16층 : 아베노 Harukas 박물관, roofto의 P 정원
- 지하 2층 ~ 14층 : 긴테쓰 백화점 아베노 Harukas 타워 빌딩
- 지하 1층 ~ 1층 : 오사카 아베노바시 역
- 지하 4층 ~ 지하 3층 : 지하실, 주차장

#### 전망대
58층에서 60층은 "하루카스 300"이라는 전망대이다. 전망대 운영시간은 09:00 ~ 22:00 까지이며 연중무휴다. 전망대에 입장한 후에는 입장시간 제한은 따로 없으나, 혼잡할 경우에는 제한을 하기도 한다.

###### 입장, 입장방법
하루카스 300의 입출구는 16 층에 있다. 2층이나 지하1층 "하루카스 셔틀" 엘리베이터를 타고 16층으로 이동한 후, 게이트 근처에 매표소에서 당일 티켓을 구입한 후 QR코드를 개찰기에 찍고 입장한다. 아베노하루카스에 위치한 오사카 메리어트 미야코 호텔을 숙박하는 경우, 하루카스 300 입장권을 받을 수 있다.
게이트 끝에는 16층에서 60층까지 분속 360m로 이동할 수 있는 "전망대 엘리베이터"가 2대 있다. 전망대 엘리베이터를 타고 전망대로 올라가는 동안 디지털 영상으로 현재 고도가 표시되며, 우주의 별과 조명, 빛이 스크린에 나타난다.
전망대에서 나가려면 59층에서 나가야한다.

### 새 건물
- 지하 2층 ~ 9층 옥상 : 긴테쓰 백화점 아베노바시 터미널 빌딩 윙 건물
- 지하 1층과 1층 : 오사카 아베노바시 역
- 지하 2층 : 오사카 아베노바시 역 입구
- 지하 1층 ~ 16층 : 텐 노지 미야코 호텔

## 사진

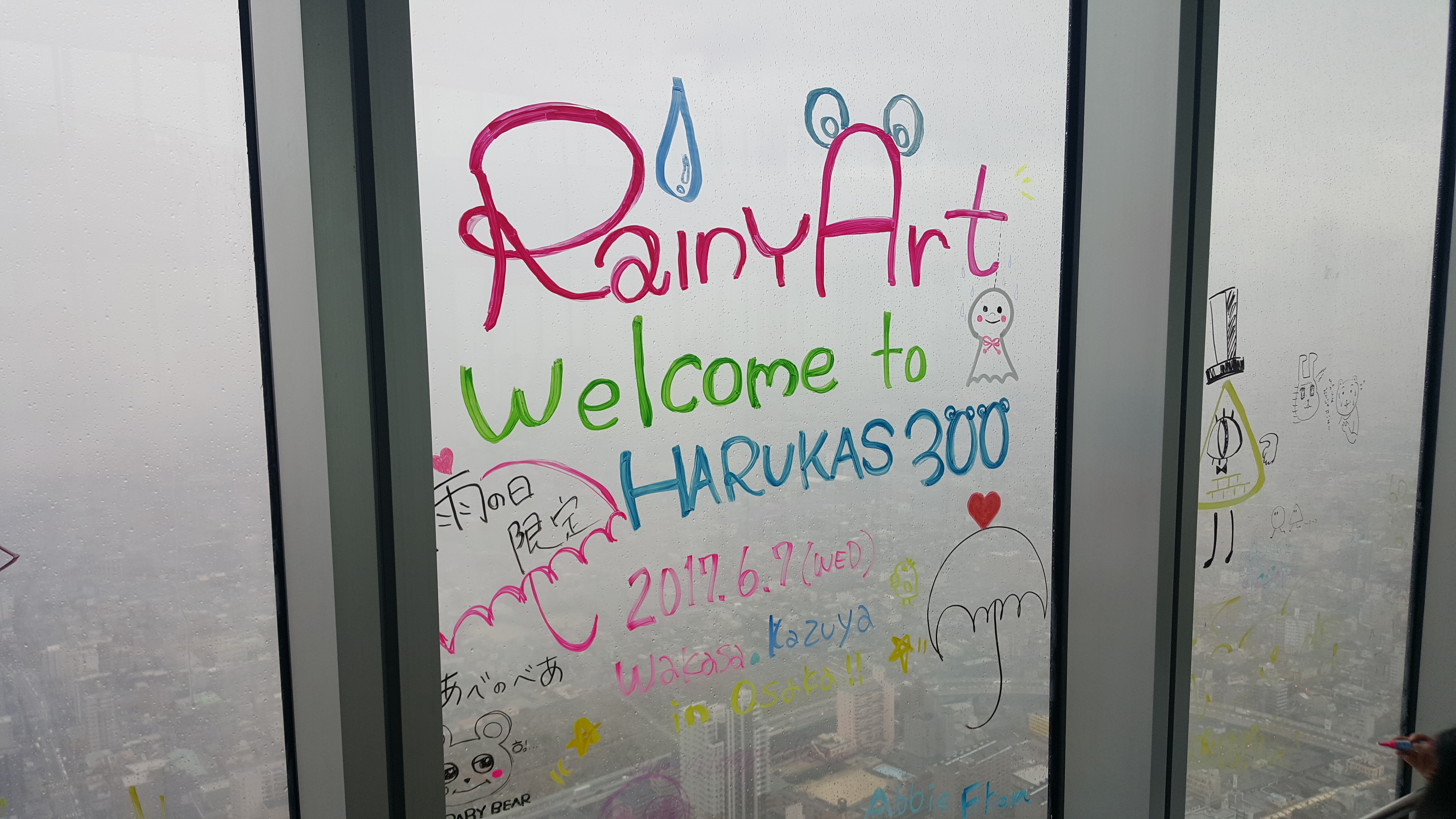
하루카스 300의 레인아트
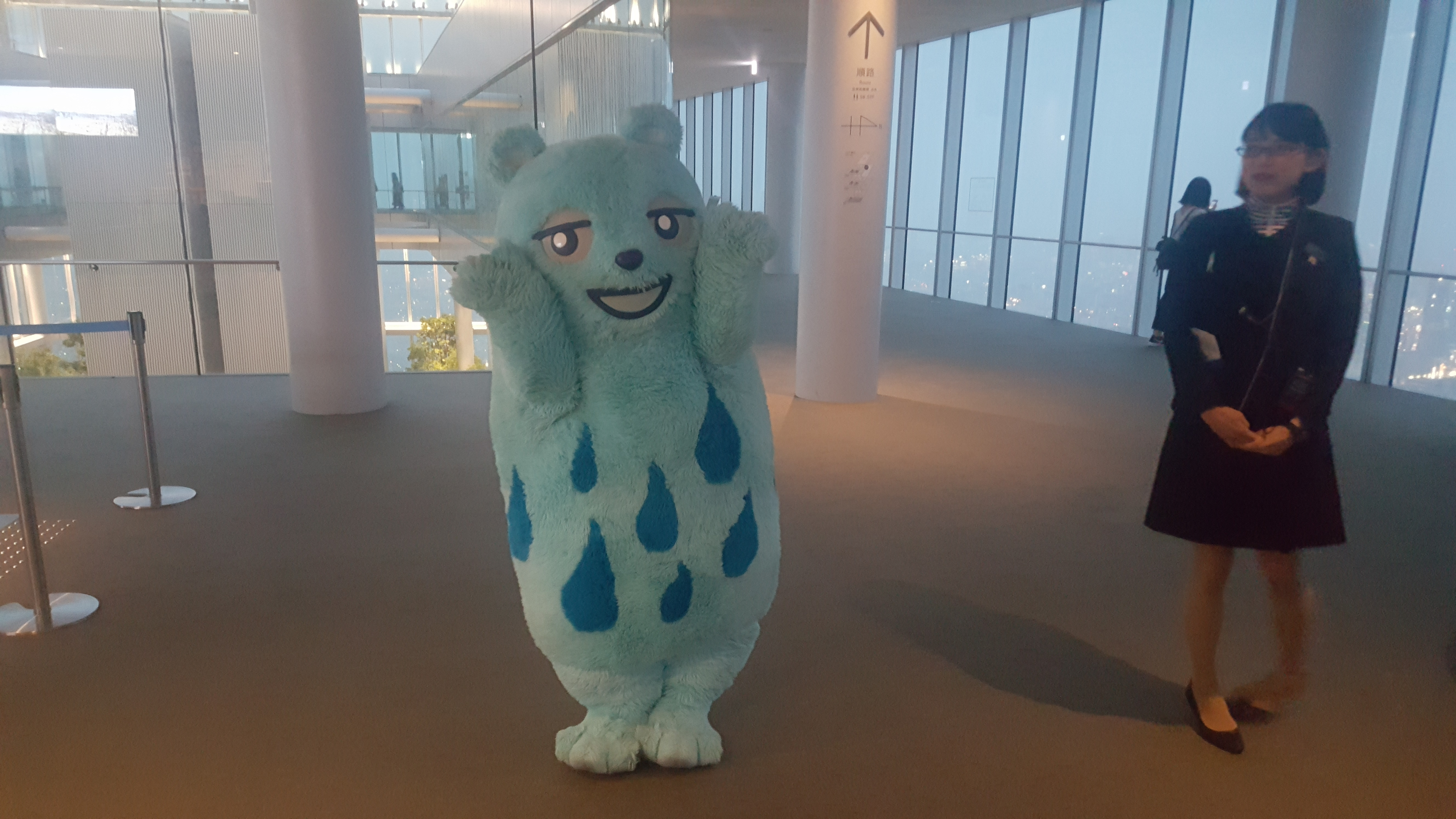
아베노하루카스의 마스코트 아베노 베어
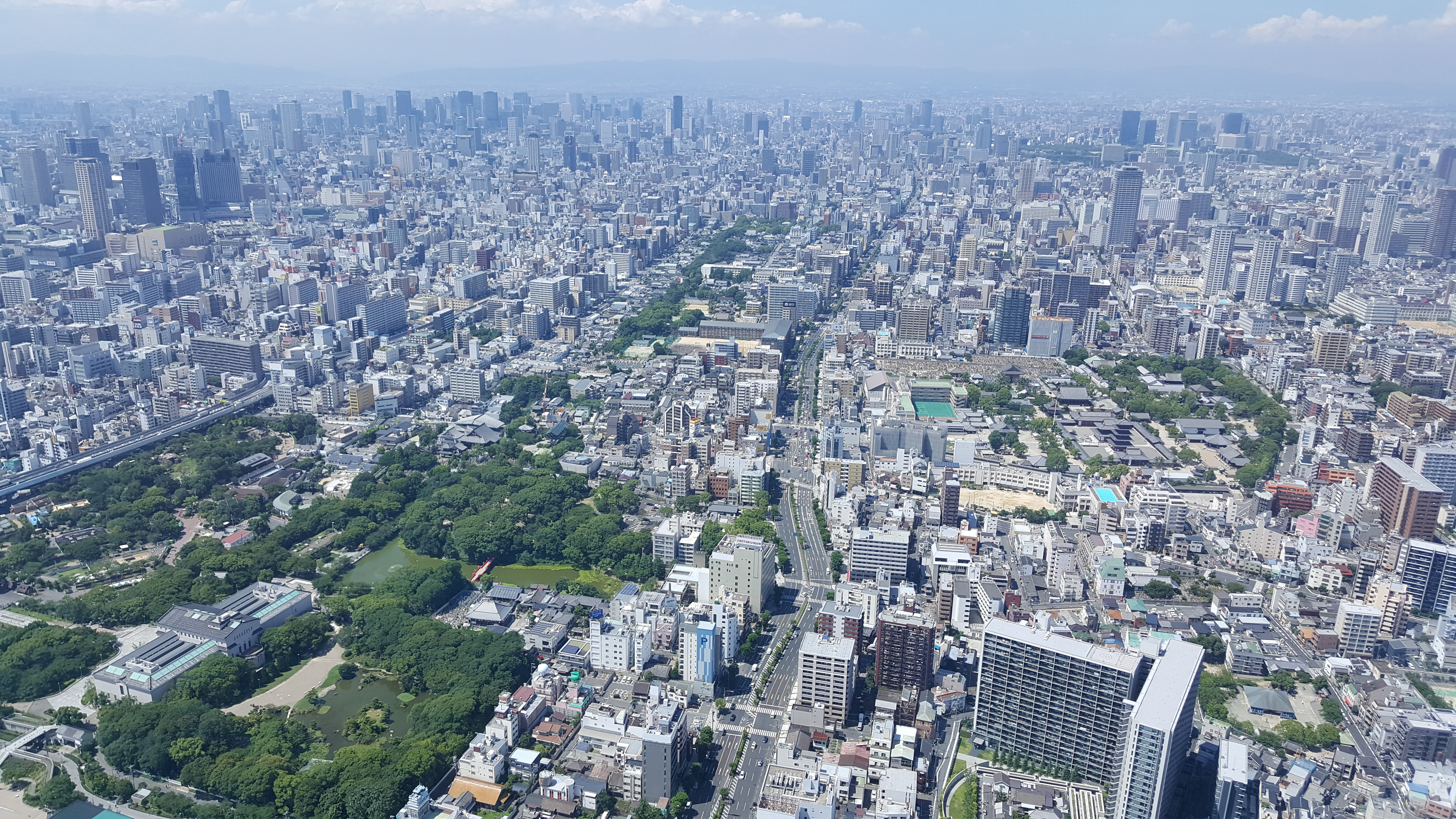
아베노 하루카스에서 바라본 오사카시
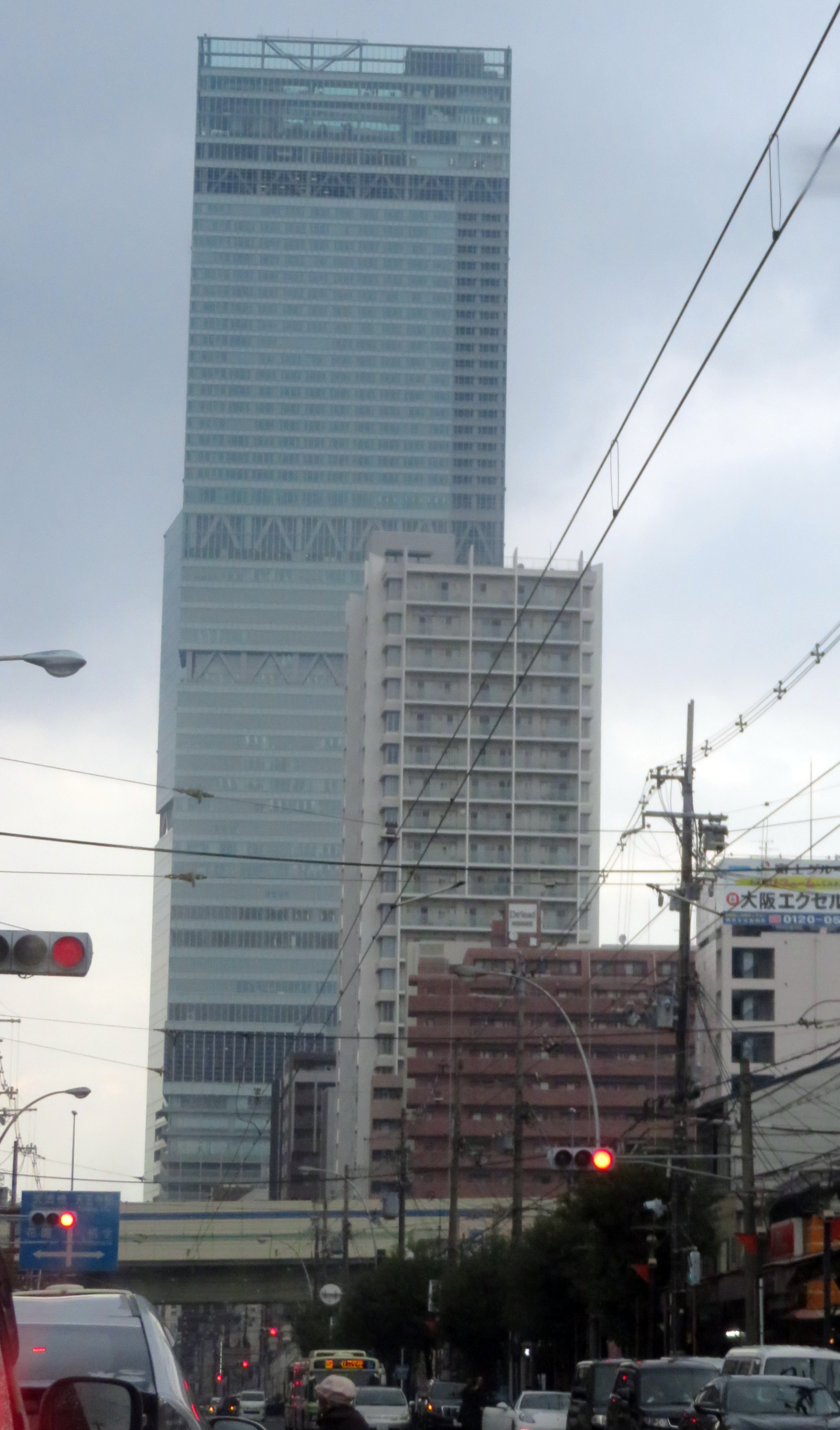
2020년 2월 아베노하루카스

## 같이 보기
- 마천루 목록
- 일본의 마천루 목록
- 오사카부의 마천루 목록